# 페이스 커넥트
페이스 커넥트(영어: Face Connect)는 운전자의 얼굴을 인식하여 자동차 도어 잠금 및 해제 등 차량을 제어하는 기술이다.

## 상세
2021년 9월 16일 페이스 커넥트가 처음 공개됐다. 페이스 커넥트는 운전자의 얼굴을 인식해 자동차 도어 잠금 및 해제, 운전석 및 운전대 위치, 사이드 미러, 인포테인먼트 설정 등 운전자에 맞게 조정된다. 얼굴을 인식하는 카메라는 B필러에 위치해 있으며, 근적외선 방식 카메라를 적용해 어두운 환경에서도 인식이 가능하다. 또한, 딥러닝 기반의 영상인식 기술을 활용해 사전 등록된 운전자의 얼굴을 정확하게 판단한다.
페이스 커넥트는 2021년에 출시될 제네시스 GV60에 처음 적용될 예정이다.

## 같이 보기
- 제네시스
- 생체인식
- 얼굴인식